# Bispham (West Lancashire)
Bispham – civil parish w Anglii, w Lancashire, w dystrykcie West Lancashire. W 2011 civil parish liczyła 238 mieszkańców. Bispham było Bispcham w 1288, Byspam w 1292, Byspaym w 1294 i Bispham w 1324.